# Eriophora tricentra
Eriophora tricentra är en spindelart som beskrevs av Zhu och Song 1994. Eriophora tricentra ingår i släktet Eriophora och familjen hjulspindlar. Inga underarter finns listade i Catalogue of Life.